# Momordica gabonii
Momordica gabonii är en gurkväxtart som beskrevs av Célestin Alfred Cogniaux. Momordica gabonii ingår i släktet Momordica och familjen gurkväxter. Inga underarter finns listade i Catalogue of Life.